# Cipócanastero
De cipócanastero (Asthenes luizae) is een zangvogel uit de familie der ovenvogels (Furnariidae).

## Vondst en naamgeving
Het holotype (MZUSP 349) werd verzameld in het berggebied Serra do Cipó in 1985. Drie jaar later werd het paratype verzameld. Op basis van het holotype en het paratype beschreef de Franse ornitholoog Jacques Marie Edme Vielliard in 1990 dit typesoort. Hij noemde de soort Asthenes luizae ter ere van zijn vrouw Luiza.

## Kenmerken
De cipócanastero is een kleine zangvogel van 17 centimeter. De vogel heeft een tweekleurig verenkleed: de bovenzijde is donkerbruin en de onderzijde is lichtgrijs. Verder wordt deze vogel gekenmerkt door een lange staart die soms verticaal omhoog gehouden wordt.

## Verspreiding en leefgebied
Deze vogel is endemisch in Brazilië en komt enkel voor in de zuidoostelijke staat Minas Gerais. De natuurlijke habitats zijn subtropische of tropische vochtige laagland- en bergbossen op een hoogte van tussen de 800 en 1000 meter boven zeeniveau in het bioom Cerrado.

## Voeding
De cipócanastero voedt zich met insecten.

## Status
De grootte van de populatie wordt geschat op 10.600 volwassen vogels en dit aantal neemt af. Het leefgebied van de vogel wordt bedreigd door intensivering van de landbouw, de aanleg van infrastructuur en toenemend toerisme. Daardoor neemt de glanskoevogel (Molothrus bonariensis) toe; dit is een broedparasiet die beter is aangepast aan door mensen bewoond gebied, terwijl de vogel parasiteert op de cipócanastero. Om deze redenen staat de soort als gevoelig op de Rode Lijst van de IUCN.